# Фишер, Микаела
Микаела Фишер (нем. Mika'ela Fisher, Mika Ela Fisher; род. 25 февраля 1975, Мюнхен) — актриса и модель из Германии. В 2013 году, она сделала свой первый короткометражный фильм Die Tapferen Haende im Chaos der Zeit в качестве режиссёра и продюсера.

## Биография
Получила диплом мастера модельера при доме высокой моды Max Dietl, в Мюнхене. Получила номинацию за свои модели, представляя Францию на всемирном конгрессе мастеров модельеров в Париже в 2001 году.

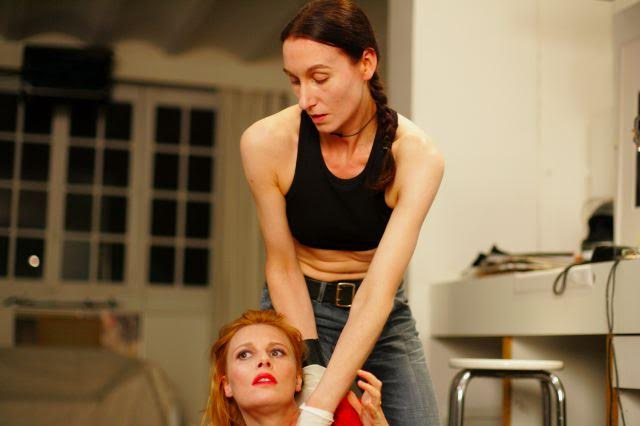
Ne le dis à personne Mika’Ela Fisher

Позировала в качестве модели для французского художника Patrick Boussignac и Hubert de Lartigue.
Работает манекенщицей в течение нескольких лет для домов моды Мартин Маржела (Martin Margiela), Hermès, Джон Гальяно(John Galliano), Gilles Rosier, Undercover, Eley Kishimoto.
Фишер работала за кулисами мира моды и была замечена на большом экране в роли Zak в фильме «Не говори никому» режиссёра (Guillaume Canet) Гийом Кане, с чего началась её карьера актрисы.
Она начала режиссировать и в 2013 году реализовала короткометражный фильм «Die Tapferen Haende im Chaos der Zeit» (Смелые руки в хаосе времени), в котором она также является продюсером и стилистом. Этот фильм получил номинацию в категориях «Лучший директор» и «Лучший Саундтрек» на Maverick Movie Awards 2013 года.

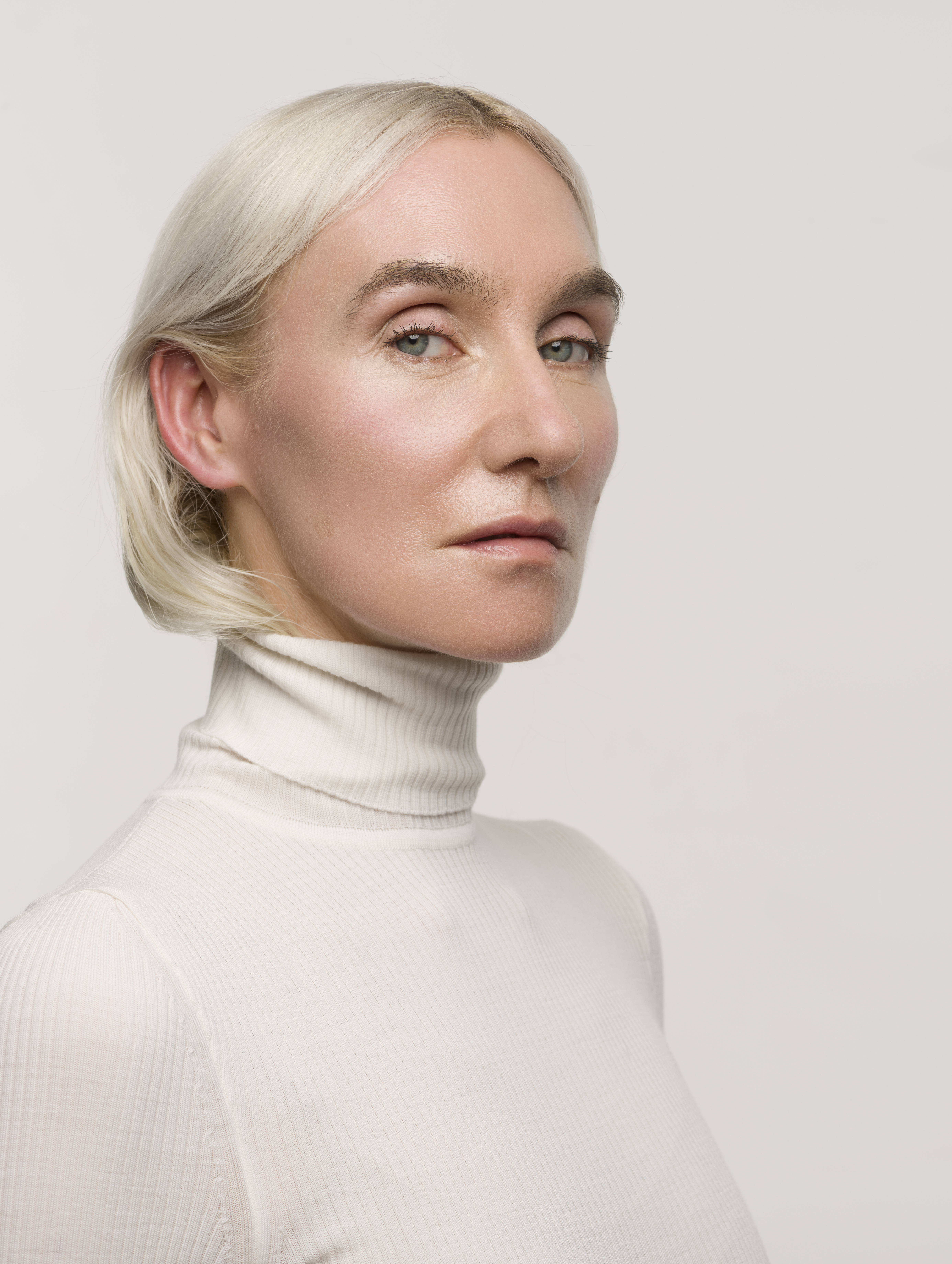
Mika’Ela Fisher by Andreas Licht.jpg

## Фильмография

### актёр
- 2005 — Домашний кинотеатр / Home Cinema
- 2006 — Не говори никому / Ne le dis à personne
- 2006 — Все красиво / Everyone Is Beautiful
- 2006 — Вернуться к стране / Retour au pays
- 2007 — прогулка / La Promenade
- 2008 — Лиза / Lisa
- 2008 — Для неё / Pour Elle
- 2009 — Потайная дверь / The Lost Door
- 2010 — Особое изображение / Image particulière
- 2011 — Боро в коробке / Boro in the Box
- 2012 — Голый ведет слепого / The Naked Leading the Blind
- 2013 — кольт 45 / Colt 45

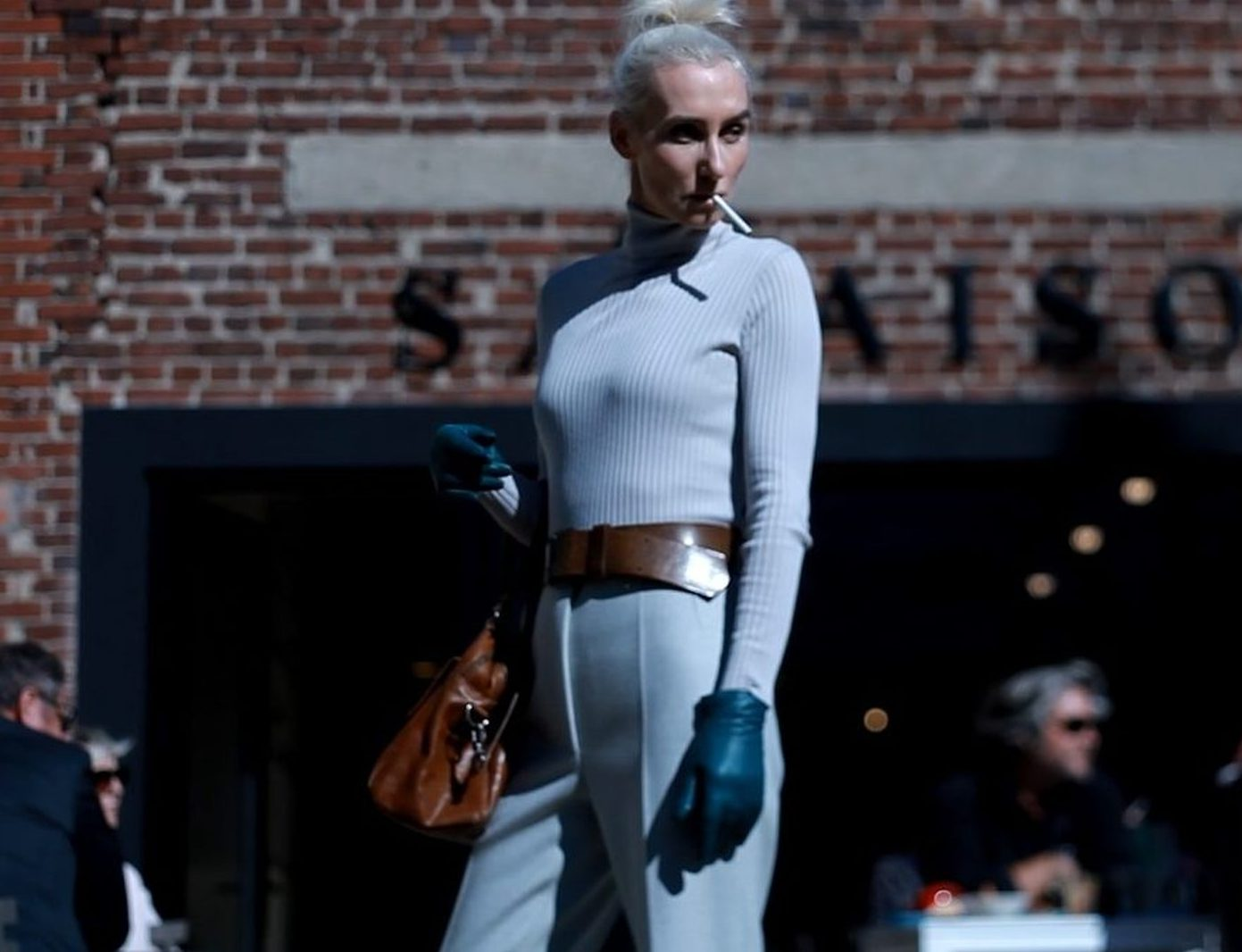
L’architecte textile Mika’Ela Fisher

- 2013 — Смелые руки в хаосе времени / Die Tapferen Haende im Chaos der Zeit
- 2014 — Короткие Победы / Victory’s Short
- 2014 — Между двумя мирами / Entre vents et marées
- 2015 — женщина Мужчина / Männin
- 2015 — Художник отсутствует: короткий фильм о Мартин Маржела / The Artist Is Absent: A Short Film on Martin Margiela
- 2017 — Одиллии в долине / Odile dans la vallée
- 2017 — Женская коллекция / The Women collection
- 2017 — Текстильный архитектор / L’architecte textile

### Режиссёр
1. 2013 — Смелые руки в хаосе времени / Die Tapferen Haende im Chaos der Zeit
2. 2014 — Короткие Победы / Victory’s Short
3. 2015 — женщина Мужчина / Männin
4. 2017 — Текстильный архитектор / L’architecte textile